# گورگن جانویان
گورگن میخائیلی جانویان (ارمنی: Գուրգեն Միխայիլի Ջանոյան؛  ) بازیگر فیلم تئاتر و کارگردان تئاتر اهل ارمنستان بود.

## زندگی‌نامه
وی همچنین برنده جوایزی همچون هنرمند مردمی ارمنستان شوروی شد.وی بازیگر، کارگردان و کارگردان ارشد تئاتر دراماتیک خارازیان آرتاشات بود.

## گزیده فیلمشناسی
از فیلم‌ها یا برنامه‌های تلویزیونی که وی در آن نقش داشته است می‌توان به افراد مزرعه اشتراکی ما اشاره کرد.